# Pericrocotus cinnamomeus
El minivet chico (Pericrocotus cinnamomeus) es una especie de ave paseriforme de la familia Campephagidae que se encuentra en el sur de Asia, desde la India hasta Indonesia.

## Descripción

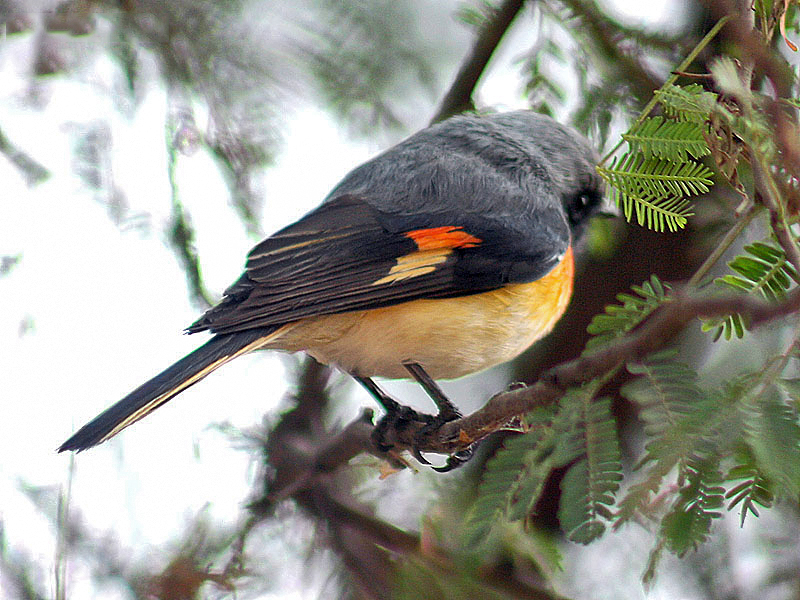
Macho en Bharatpur, Rajasthan, India

Mide entre 14,5 y 16 cm de longitud. El macho tiene las parte superiores pizarra negruzco; la cabeza y el pico son negros; el pecho y los flancos son de color anaranjado, que se vuelve canela muy claro a amarillo en el vientre; presenta manchas anaranjadas en las alas y la cola. La hembra presenta partes superiores y la cabeza grises, con la garganta blancuzca y las partes inferiores canela claro a amarillento o crema; presenta peqmatices anaranjados en los flancos y alas y una mancha de ese color sobre la base de la cola.
El macho de la subespecie P. c. pallidus  del noroccidente de la India tiene partes superiores grises, garganta anaranjada y partes inferiores blancuzcas; el macho de la subespecieP. c. malabaricus  del sur de la India es negro arriba y con más intensa y extensa coloración anaranjada en las partes inferiores, mientras que su hembra tiene las partes inferiores amarillo brillante.

## Comportamiento
Vive en bosques y matorrales. Se alimenta de insectos. Construye un nido en forma de cuenco. La hembra pone dos a cuatro huevos moteados y los incuba ella misma.